# Чернік Сергій Вікторович
Сергій Вікторович Чернік (біл. Сяргей Віктаравіч Чэрнік, нар. 5 березня 1988, Гродно) — білоруський футболіст, воротар французького клубу «Нансі» та національної збірної Білорусі.

## Клубна кар'єра
Народився 5 березня 1988 року в місті Гродно. Вихованець ДЮСШ (Лунно) та гродненської СДЮШОР-6. Перший тренер — батько Віктор Мечиславович Чернік.
З 2005 по 2009 рік виступав за дубль гродненського клубу «Неман». 2010 року, у дебютному для себе сезоні у Вищій лізі, став основним воротарем команди. Всього в основній команді провів п'ять сезонів, взявши участь у 98 матчах чемпіонату (пропустив 107 голів, в 30 матчах залишав свої ворота в недоторканності). У його ворота пенальті пробивали 9 раз, двічі виходив переможцем у дуелі з пенальтистами.
Сезон 2013 року для Сергія Черніка виявився найуспішнішим у кар'єрі. Він провів 31 поєдинок, пропустив 29 голів, 10 раз зіграв «на нуль», а його команда посіла 4-е місце. Через це Сергій був визнаний найкращим воротарем національного чемпіонату.
1 січня 2014 року став гравцем клубу БАТЕ. За три сезони відіграв за команду з Борисова 65 матчів у національному чемпіонаті.
2016 року став гравцем французького клубу «Нансі».

## Виступи за збірні
Його залучали до складу молодіжної збірної Білорусі. На молодіжному рівні зіграв у 3 офіційних матчах.
У національній збірній Білорусі дебютував 15 листопада 2013 року в товариському матчі зі збірною Албанії в Антальї (0:0). Наразі провів у формі головної команди країни 11 матчів, пропустивши 7 голів.

## Досягнення

### Командні
- Чемпіон Білорусі (4): 2014, 2015, 2021, 2022
- Володар Кубка Білорусі (1): 2015
- Володар Суперкубка Білорусі (4): 2014, 2015, 2021, 2023

### Особисті
- Найкращий воротар чемпіонату Білорусі: 2013
- У списках 22 найкращих футболістів чемпіонату Білорусі (1): збірна «А» — 2013
- Найкращий гравець «Немана»: 2011, 2012, 2013